# Port lotniczy Kunovice
Port lotniczy Kunovice (cz.: Letiště Kunovice, kod IATA: UHE, kod ICAO: LKKU) – port lotniczy położony w czeskich Kunovicach.